# Les Derniers Jours de Pompéi (film, 1913)
Pour les articles homonymes, voir Les Derniers Jours de Pompéi (homonymie).
 (juillet 2025).
Pour plus de détails, voir Fiche technique et Distribution.
Les Derniers Jours de Pompéi (titre original : Gli Ultimi giorni di Pompei) est un film italien muet en noir et blanc réalisé par Mario Caserini et Eleuterio Rodolfi, sorti en 1913.

## Fiche technique
- Titre : Les Derniers jours de Pompéi
- Titre original : Gli Ultimi giorni di Pompei
- Réalisation : Mario Caserini et Eleuterio Rodolfi
- Scénario : Mario Caserini, d'après le roman d'Edward Bulwer-Lytton
- Production : Arturo Ambrosio, Ernesto Maria Pasquali
- Maison de production : Società Anonima Ambrosio
- Pays d'origine : Royaume d'Italie
- Format : Noir et blanc - Film muet
- Genre : péplum historique
- Durée : 88 minutes
- Date de sortie :
  - Royaume d'Italie : 1913

## Distribution
- Ubaldo Stefani : Glaucus
- Eugenia Tettoni Fior : Jone
- Fernanda Negri Pouget : Nidia, la fille aveugle
- Antonio Grisanti : Arbace
- Cesare Gani Carini : Apoecides, disciple de Arbace
- Vitale Di Stefano : Claudius